# Samuel Wallis
Samuel Wallis (23. dubna 1728 – 21. ledna 1795, Londýn) byl britský mořeplavec, který v letech 1766–1768 obeplul svět.
Narodil se blízko Camelfordu v Cornwallu. Roku 1766 byl pověřen velení lodi HMS Dolphin s cílem obeplout svět. Doplhin byl doprovázen lodí Swallow pod velením Philipa Cartereta. Krátce po proplutí Magalhãesova průlivu se obě lodi oddělily; Wallis pokračoval k Tahiti, které v červnu 1767 pojmenoval na počest britského krále „Ostrovem krále Jiřího III.“ (což se ovšem neujalo). Pak pokračoval do Batavie, kde mnoho členů jeho posádky zemřelo na úplavici. Cestou přes mys Dobré naděje se vrátil v květnu 1768 do Anglie. Wallis proto mohl poskytnout cenné informace Jamesovi Cookovi, který byl krátce po Wallisovi vyslán do Tichomoří a který měl ve své posádce také několik mužů z Dolphina.
Roku 1780 byl jmenován komisařem britské Admirality.
Polynéské souostroví Wallis a Futuna, které je nyní součástí francouzského zámořského území, je pojmenováno na jeho počest.